# Leningradsky Prospekt
Leningradsky Prospekt (tiếng Nga:  Ленингра́дский проспе́кт), hay Đại lộ Leningrad, là một đại lộ chính ở Moscow, Nga. Nó tiếp tục đi theo con đường Tverskaya Street và 1st Tverskaya-Yamskaya Street về phía tây bắc từ Belorussky Rail Terminal, và đổi tên một lần nữa thành Leningrad Highway qua ga tàu điện ngầm Sokol. Đường cao tốc tiếp tục đến Saint Petersburg thông qua Tver (không giống như Moskovsky Prospekt ở Saint Petersburg, được đặt theo tên, và dẫn đến Moscow).
Cho đến năm 1957, Leningradsky Prospekt là một phần của Leningrad Highway (Đường cao tốc Petersburg trước năm 1924). Cả hai đại lộ đều giữ lại những cái tên liên quan đến Lenin của họ sau khi khôi phục tên Saint Petersburg lịch sử.